# Безраструбная чугунная канализация
Безраструбная чугунная канализация — система канализации из литого чугуна, в которой трубы и фасонные части соединяются друг с другом посредством хомутов. Наиболее распространенный тип безраструбной канализации (SMU) — SML — отвод стоков внутри зданий.

## История
Обычно различают два типа чугунных труб, различающихся между собой функционально:
- чугунные трубы типа SMU. Концы труб гладкие, то есть без разъемного соединения. Демонтаж таких труб очень удобен;
- чугунные трубы типа SME. Один из концов трубы имеет разъемное соединение-раструб, другой гладкий.

Размер чугунных труб характеризуется их номинальным диаметром, то есть практически внутренним диаметром (труба из чугуна DN 100 имеет реальный внутренний диаметр 100 мм, а внешний диаметр 110 мм).
Безраструбная канализация стала производиться с конца 60-х годов XX века в Европе, когда в строительной отрасли начались поиски новых материалов и технологий. С тех пор уже более 40 лет не существует более качественной и надёжной системы отведения сточных вод, чем безраструбная канализация.

## Классификация
По целям и месторасположению систему безраструбной канализации можно разделить на 2 больших вида:
1. Внутренняя канализация — система отвода стоков внутри зданий и сооружений и доставки их в систему наружной канализации;
- SML (отвод стоков внутри зданий)
- KML (отведения сточных вод из гостиниц и ресторанов, больниц и других предприятий с большим объемом агрессивных стоков)
- VML (сточные трубопроводы с защитой от конденсата)
- RML (трубопроводы для вентиляции).

2. Наружная канализация — система отвода стоков от зданий и сооружений и доставки их к коллектору:
- TML (отвод стоков от зданий с прокладкой в земле)
- BML (отведение сточных вод от мостов).

## Особенности
На протяжении нескольких десятилетий к чугуну формировалось отношение как к наилучшему материалу, обладающему наиболее подходящими требованиями, а также уникальными свойствами для систем канализации:
- Чугун не горит и не плавится при пожаре;
- Не выделяет вредных токсичных веществ (подтверждается исследованиями);
- Отсутствие раструбов позволяет обеспечить более высокую герметичность стыков и соединений, исключает применение дополнительных уплотняющих материалов и делает элементы системы более легкими и универсальными;
- Наилучшая защита от коррозии, а также высокая износостойкость и гладкая поверхность благодаря особому внутреннему покрытию из модифицированной эпоксидной смолы с оптимизированными свойствами у труб, и поверхностной обработке внутренней и наружной поверхностей методом катафорезного электрофореза (KTL) у фасонных частей.
- Бесшумность (по сравнению со всеми существующими аналогами материалов для канализационных сетей)Уровень шума менее 16 dB
- Трубопроводы SML нечувствительны ни к жаре ни к холоду.
- Беспроблемное бетонирование. Очень низкий коэффициент линейного расширения, 0,0115 мм/мК (приблизительно как у бетона)
- Трубопроводы не требуют никаких компенсаторов, в отличие от системы пластиковых труб.
- Термическая обработка приводит к образованию графита розеточной формы. Трубы легко поддаются обработке (хорошо режутся). Улучшаются механические свойства чугуна, возрастает предел прочности на разрыв. Трубы не хрупкие. Толщина стенок равномерна по всей длине.

Применение данной канализационной системы SML дает существенный экономический эффект: не требуется никаких дополнительных мер по огне- и шумозащите, значительно повышается срок службы системы канализации, возрастает межремонтный период, сводятся к минимуму эксплуатационные затраты.

## Основные характеристики
Чугунные трубы SML имеют длину 3000 мм. Снаружи покрыты красно-коричневой грунтовкой 40 микрон, внутри слой модифицированной эпоксидной смолы жёлтого цвета толщиной 130 микрон. Трубы и фитинги производятся номинальным диаметром 50, 70, 80, 100, 125, 150, 200, 250, 300 мм и не имеют привычных раструбов. Соединение происходит хомутами, состоящими из стабилизированной стали и резины EPDM.
Соединительные хомуты без усиления используются для безнапорных систем канализации (0,5 бар). В напорной системе поверх соединительного хомута устанавливается усиливающий хомут. Смонтированная в таком варианте система выдерживает внутреннее давление до 10 бар.

Безраструбная канализация соответствует европейскими стандартами DIN 19522 / EN 877 и российскому ГОСТ 6942-98 

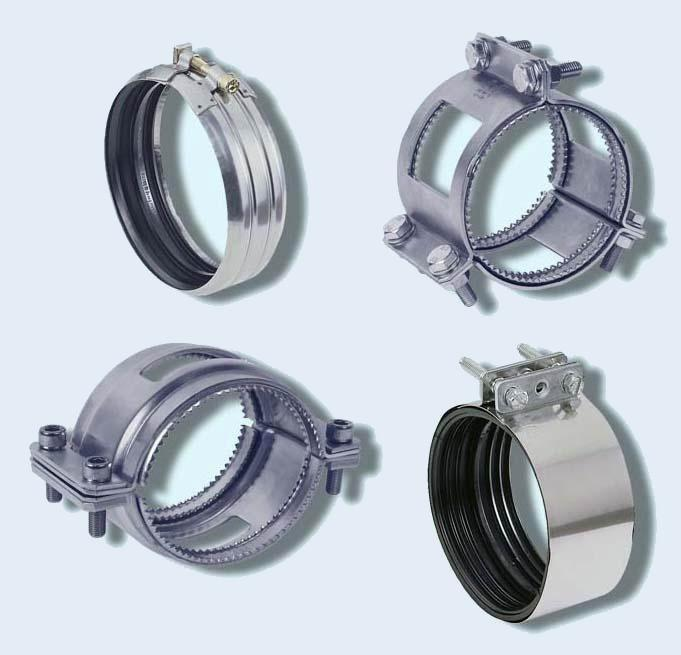

## Применение
Для соединения двух деталей из чугуна типа SML используют муфту из эластомера, обжимаемую хомутом из нержавеющей стали. Существует два типа хомутов Rapid (с одним винтом) и CV (с двумя винтами)На внутренней поверхности муфты находится ограничительный упор, который устанавливается между двумя концами труб и обеспечивает идеальную герметичность. Для резки труб можно использовать ножовку по металлу, приспособление для резки труб специально по чугуну или отрезную шлифмашину с дисками по металлу. Резка газовой горелкой запрещена. Также запрещается сваривать чугунные трубы. Трубы, имеющие дефекты (вмятины, трещины и т. д.) нужно демонтировать.